# Белладер
Белладер (фр. Belladère, гаїт. креол. Beladè) — місто в Гаїті.

## Географія
Місто Белладер розташовано на крайньому сході Гаїті, неподалік від кордону з Домініканською Республікою. Адміністративно входить до складу Центрального департаменту.

## Історія
Місто було засновано 31 жовтня 1948 року президентом Дюмарсе Естіме, який захоплювався місцевим кліматом і красою ландшафту. Белладер було зведено на зелених схилах центрального плато Гаїті, де тропічна спека не є такою інтенсивною й повітря упродовж року залишається свіжим.
| Гаїті | Це незавершена стаття з географії Гаїті. Ви можете допомогти проєкту, виправивши або дописавши її. |